# Рвана рана

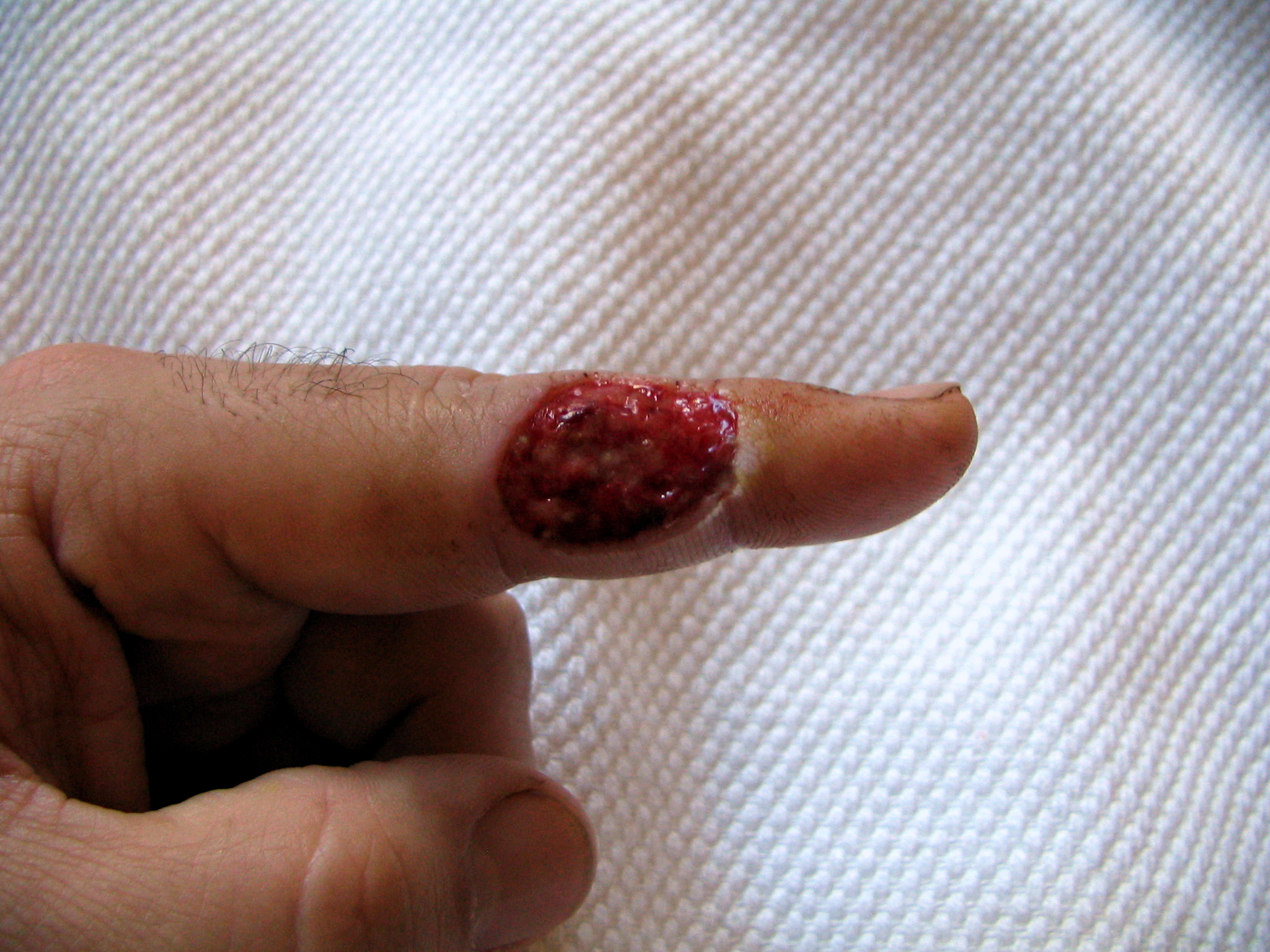
Рвана рана вказівного пальця лівої кисті

Рвана рана(лат. Vulnus laceratum) — рана, краї якої неправильної форми, з відшаруванням або відривом тканин і руйнуванням елементів тканини на відносно великій ділянці. Перша допомога при рваній рані:
- зупинка кровотечі, шляхом натискання на рану;
- її промивання мильною водою з метою зниження ризику бактеріальної інфекції;
- обробка шкіри навколо рани 5-ти відсотковою настойкою йоду;
- накладення мазі на основі антибіотика і накладення пов'язки;
- у разі наявності больового синдрому — прийом знеболювального засобу або ін'єкція безпосередньо в рану.

Невелика рвана рана може закриватися спеціальною ізоляційною стрічкою, або тканиною з клейовою захисною основою. Також можна просто змастити ранку зеленкою і зав'язати. На глибокі рани, найчастіше, накладають шви, з метою відновлення глибоких структур.
Перша допомога при глибокій рваній рані — промити розчином перекису водню 3 % або мильновмісною водою, накласти на неї бинт або марлю, змочену горілкою[джерело?], і туго перев'язати. Обов'язково необхідно провести профілактику виникнення анаеробної інфекції.